# Cabuna
Cabuna is een plaats in de gemeente Suhopolje in de Kroatische provincie Virovitica-Podravina. De plaats telt 897 inwoners (2001).